# Peter Merian-Brücke
Die Peter Merian-Brücke verbindet in Basel das Gundeldingen-Quartier mit der Innenstadt, indem sie das östliche Vorfeld des Bahnhofs Basel SBB auf der Höhe der Poststelle Basel 2 überquert. Ursprünglich war an dieser Stelle eine Unterführung, die aber bei Regen oft voll Wasser stand, weshalb diese 1901 durch eine Brücke ersetzt wurde. Sie wurde nach dem Basler Naturforscher Peter Merian benannt.

## Geschichte
Die Brücke ist im Besitz der SBB. Sie führt heute entlang des in den 1970er Jahren neu gebauten rotbraunen Gebäudes der Poststelle 2, welches ebenfalls über die Gleise gebaut ist.
Seit 2001 unterqueren auch die Tramlinien 10 und 11 der Strassenbahn Basel die Brücke. Die neu erstellte Tramstrecke führt vom Centralbahnplatz vor dem Bahnhof Basel unter der Poststelle Basel 2 und der Peter-Merian Brücke hindurch, um dann über die Euroville-Trambrücke zur Münchensteinerbrücke zu gelangen.
Die Peter Merian-Brücke entspricht heute nicht mehr den Anforderungen – weder denjenigen der SBB noch denjenigen der Stadt für den Individualverkehr. Das Lichtraumprofil unter der Brücke ist zu wenig hoch, so dass die Züge nur mit verminderter Geschwindigkeit unter der Brücke hindurch fahren können, ausserdem behindert sie den Bau zusätzlicher Gleise. Auf der Gundeldinger Seite ist der Anschluss für den Strassenverkehr ungünstig, weil die Fahrzeuge am Ende der Brücke an eine T-Kreuzung gelangen, welche den Verkehrsfluss behindert.